# Øster Hjermitslev Kirke
Øster Hjermitslev Kirke ligger i Øster Hjermitslev Sogn i Brønderslev Kommune (Region Nordjylland). Indtil Kommunalreformen i 2007 Nordjyllands Amt), og
indtil Kommunalreformen i 1970 lå det i Børglum Herred (Hjørring Amt).
Den er opført 1911 efter tegninger af arkitekt Valdemar Schmidt af gule mursten over porfyrsokkel. Kirken består af en langhusbygning med apsis mod øst og tårn mod vest.
Kirkens inventar stammer fra opførelsen, og alt er i skønvirkestil. På alteret står et kors udført i stil med Valdemarkorset, i centrum ses et Kristusmonogram. På prædikestolen ses et korslam og et symbol på Tro, Håb og Kærlighed (Anker, Roser og Hjerte). Døbefonten af granit er inspireret af de romanske granitfonte, på kummen ses kors.

## Eksterne kilder og henvisninger
- Øster Hjermitslev Kirke Arkiveret 31. januar 2011 hos  Wayback Machine hos nordenskirker.dk
- Øster Hjermitslev Kirke hos KortTilKirken.dk